# Он жив
«Он жив» — советский короткометражный фильм 1963 года, снятый на Рижской киностудии режиссёром Адой Неретниеце.

## Сюжет
В походе пионеры просят у молодой учительницы её старую зажигалку, и она рассказывает о том, как во время войны она — шестилетняя девочка — случайно попала в партизанский отряд, и о том, как партизан Артур много раз спас ей жизнь и научил её, умеющую прежде считать лишь до двух, считать до тысячи.
А она корила Артура, что он много курит, лепила отряду обед — куличи из песка, утащила стирать штаны Артура, называя себя его женой:

— У всех мужчин должны быть жёны, иначе вы все пропадёте. Я буду тебя кормить, поить и одевать. А ты будешь ходить на работу и на войну.
А когда отряд попал в засаду карателей, Артур спрятал её в лесу, наказав считать три раза по тысяче и только потом выходить. Очевидно, весь отряд погиб от рук карателей. Выйдя из убежища, девочка нашла на месте боя у ручья лишь зажигалку Артура, которую хранит много лет, надеясь, что он жив.

## В ролях
- И. Юриксоне — Яна
- Евгений Жариков — Артур, партизан
- Астрида Кайриша — Яна взрослая, учительница

В эпизодах: Валдемарс Зандбергс, Роберт Мустапс, Артурс Киршфелдс, Улдис Ваздикс.

## Критика
Спустя полвека отмечается, что об этой короткометражке, может, и не стоило вспоминать, но этот фильм не похож ни на один другой в творчестве режиссёра Ады Неретниеце, хотя затем она сняла более десятка фильмов, — и всё из-за операторской работы Вадима Масса, благодаря которому простой литературный сценарий зазвучал поэтической струной и романтикой:

Кажется, полнота мысли, простота и эмоциональность фильма достигли наивысшей степени именно в этой скромной работе. На мой взгляд, крупнейшая заслуга здесь в культуре съёмки. Оператор Вадим Масс, с которым режиссёр работал не один раз, именно в этом фильме наиболее точно уловил драматургию материала. Не всегда режиссёрам так посчастливится. Оригинальный текст (латыш.)Bet, liekas, domas nobeigtība, izstrādājuma vienkāršība un emocionalitāte visaugstāko pakāpi sasniegusi tieši šajā necilajā darbiņā. Pēc mana ieskata, lielākais nopelns te labajai attēla kultūrai. Operators Vadims Mass, kas vairākkārt strādājis ar režisori, šai filmā visprecīzāk uztvēris dramaturģiskā materiāla virzību. Ne vienmēr režisorei tā laimējas.